# Heinrich Suter
Pour les articles homonymes, voir Suter.
Heinrich Suter (4 janvier 1848 à Hedingen ; 17 mars 1922 à Dornach) est un historien des sciences suisse qui, à son époque, était considéré comme le meilleur expert en mathématiques arabes et en astronomie.

## Biographie
Suter est né en 1848 de Johann Heinrich, buraliste postal dans la ville suisse de Hedingen, dans le canton de Zurich, et de Verena Schmied. Il étudie à l’école industrielle de Zurich, puis poursuit ses études à Berlin de 1869 à 1870 et à Zurich, à l’École polytechnique fédérale de Zurich et à l’Université de Zurich. Pendant qu'il est à Berlin, il étudie auprès de Weierstrass, Kronecker et Kummer, et étudie l'histoire et la philologie.
Il a obtenu son doctorat en 1871 à l'Université de Zurich, auprès de Rudolf Wolf, avec une thèse intitulée Geschichte der mathematischen Wissenschaften von den ältesten Zeiten bis Ende des 16. Jahrhunderts (Histoire des sciences mathématiques des temps les plus anciens jusqu'à la fin du XVIe siècle), publiée en 1872 sous forme de livre. Son histoire des mathématiques a également été traduite en russe.
En 1874, il commence à enseigner en tant que remplaçant à l'école normale de Wettingen et au Gymnasium Schaffhouse et celui de Saint-Gall. De 1876 à 1886, il est maître de mathématiques et physique à l'école cantonale d'Aarau, puis de 1886 jusqu'à sa retraite en 1916 à Zurich,.
Suter a appris la langue arabe à l'âge de 40 ans. Il a également acquis des connaissances en syriaque, en persan et en turc. Depuis lors, il s'est impliqué dans l'étude de l'histoire des mathématiques et de l'astronomie dans l'espace culturel islamique. En 1892, il publie dans les "traités sur l'histoire des mathématiques" de Cantor, la traduction du répertoire des mathématiciens dans le Fihrist d'Ibn Abi Ja Qub An - Nadim. En 1893, il publie la traduction des parties mathématiques du catalogue de la bibliothèque Khedivial au Caire. Un de ses travaux les plus importants est achevé pour le compte de l'Académie royale des sciences du Danemark sur les tables astronomiques d'Al-Khwârizmî, dont l'édition avait été commencée par Axel Björnbo.
Heinrich Suter est décédé le 17 mars 1922 à Dornach.

## Prix et distinctions
En 1904 Suter est conférencier invité au congrès international des mathématiciens à Heidelberg. En 1921 il est fait docteur honoris causa de l'université de Zurich.

## Publications
(janvier 2021).
Abréviations:
- BM. - Bibliotheca Mathematica,
- ZM. - Zeitschrift für Mathematik und Physik (Journal de mathématiques et de physique),
- ZDMG - Zeitschrift der Deutschen Morgenländischen Gesellschaft (Journal de la Société orientale allemande),
- SE - Sitzungsberichte der phys.-med. Sozietät Erlangen (Comptes rendus de la Société de phys.-med. d'Erlangen),
- OLZ - Orientalistische Literatur-Zeitung.

Les chiffres derrière les lettres font référence au numéro de volume et au numéro de page.

### Livres
- 1871: Histoire des sciences mathématiques, première partie : Des temps les plus anciens jusqu'à la fin du XVIe siècle. Mémoire, 2e éd1873. Réimpression 1973. En ligne sur Hathi Trust, sur archive.org
- 1875: Histoire des sciences mathématiques, partie II : Du début du 17 à la fin du 18 Siècle. En ligne sur Hathi Trust, sur archive.org
- (de) Heinrich Suter, Die Mathematiker und Astronomen der Araber und ihre Werke, B.G. Teubner, 1900. Supplément à l'Histoire des sciences mathématiques, numéro 10. Réimpression 1972 et 1986. ( Digitized Bibalex, Michigan)[5].

### Articles
- 1884. Der Tractatus de quadratura Circuli des Albertus de Saxonia. ZM. 29, 81.
- 1886 Ueber diophantische Gleichungen. Z. f. Math. Unterr. 17, 104.
- 1887. Die Mathematiker auf den Universitäten des Mittelalters. Wiss Beilage. z. Programm d. Kantonsschule in Zürich.
- 1889. Die mathematischen und naturphilosophischen Disputationen an der Universität Leipzig, 1512 bis 1526. BM. (2), 3, 17.
- 1890. Bibliographische Notiz über die math.-hist. Studien in der Schweiz. BM (2), 4, 97.
- 1892. Das Mathematiker-Verzeichnis im Fihrist des Ibn Abi Ja Qub An-Nadim. Abhandl. z. Gesch. d. math. Wissenschaften Heft. 6.
- 1892. Einiges von Nasir Ed-Din's Euklid-Ausgabe. BM. (2), 6, 3.
- 1893. Zur Geschichte der Trigonometrie. BM. (2), 7, 1.
- 1893. Der V. Band des Katalogs der arab. Bücher der vicekönigl. Bibliothek in Kairo. ZM. 38, 1. 41. 161.
- 1893. Zu Rudolf von Hochheim, Die Astronomie des Gagmini. ZDMG 47, 718.
- 1894. Zur Frage über Josephus Sapiens. BM (2), 8, 84.
- 1895. Die Araber als Vermittler der Wissenschaften in deren Uebergang vom Orient zum Occident. Jahresh. des Vereins schw. Gymnasiallehrer. 2. Aufl. 1897.
- 1895. Zur Geschichte des Jakobsstabes. BM (2), 9, 13.
- 1895. 1896. Nochmals der Jakobsstab. BM (2) , 10, 13.
- 1895. 1897. Einige Beiträge zur Gesch. der arab. Mathematiker und Astronomen. BM (2) 11, 83.
- 1895. Bemerkungen zu M. Steinschneiders Abhandlung : Die arab. Uebersetzungen aus dem Griechischen. ZDMG 51, 426.
- 1898. Ueber zwei arabische Mss. der Berliner kgl. Bibliothek. BM (2),1 2, 73.
- 1899. Notizen über arabische Mathematiker und Astronomen. BM (2) 13. 86, 118.
- 1899. Die Kreisquadratur des Ibn El-Haitam, arabisch und deutsch. ZM 44, 33.
- 1899. Der Loculus Archimedius oder das Syntemachion des Archimedes, arabisch und deutsch. ZM 44, Supplement-Heft (Cantorfestschrift), 491.
- 1899. Zur Frage über die Lebenszeit des Verfassers des Mulahhas fi'Ihei'a, Mahmud B. Muhammed B. 'Omar al Gagmini. ZDMG 53, 539.
- 1901. Das Rechenbuch des Abu Zakarija El-Hassar, BM (3) 2, 12.
- 1902. Nachträge und Berichtigungen zu Die Math. und Astr. Abh. z. G. d. m. W. Heft 14.
- 1902. Ueber die angebliche Verstümmelung griechischer Eigennamen durch arab. Uebersetzer. BM (3) 3, 408.
- 1902. Ueber die Geometrie der Söhne des Musa B. Schakir. BM (3) 3, 259.
- 1902. Ueber die im Liber augmenti et diminutionis vorkommenden Autoren. BM (3) 3, 350.
- 1903. Ueber einige nicht sichergestellte Autorennamen in den Uebersetzungen des Gerhard von Cremona. BM (3) 4, 19.
- 1903. Der Verfasser des Buches Gründe der Tafeln des Chowarezmi BM (3) 4, 127.
- 1903. Berichtigung einer Etymologie von K. Vollers. ZDMG 57, 576, 783.
- 1903. Berichtigungen zu Arabische Mathematiker und Astronomen von M. Steinschneider, OLZ 6, Spalte 40-13.
- 1904. Zur Geschichte der Mathematik bei den Indern und Arabern. Verh. d. 3. internat. Mathematiker-Kongr. zu Heidelberg S. 556.
- 1905. Zu dem Buche De superficierum divisionibus des Muhammad Bagdadinus. BM (2) 6, 321.
- 1905. Ueber die Bedeutung des Ausdruckes Regula Coeci.BM (3) 6, 112.
- 1906/7. Zur Frage des von Nairizi zitierten Mathematikers Diachasimus. BM (3) 7, 396.
- 1906/7. Ueber das Rechenbuch des Alī ibn Ahmad al-Nasawī (en). BM (3) 7, 113.
- 1906/7. Ueber den Kommentar des Muh. B. Abdelbaqi zum 10. Buche des Euklides. BM(3) 7, 234.
- 1907/8. Einige geometrische Aufgaben bei arabischen Mathematikern. BM (3) 8, 23.
- 1908/9. Die Abhandlung des Abu Kamil Schoga B. Aslam über das Fünfeck und Zehneck. BM (3) 10, 15
- 1908/9. Zur Trigonometrie der Araber. BM (3) 10. 156.
- 1910/11. Das Buch der Auffindung der Sehnen im Kreise von Abu 'L-Raihan Muhammed El-Biruni. BM (3) 11, 110.
- 1910/11. Das Buch der Seltenheiten der Rechenkunst von Abu Kamil El-Misri. BM (3), 11, 100.
- 1911/12. Die Abhandlung über die Ausmessung des Paraboloides von El-Hansan B. El-Hansa B. El Haitham. BM (3), 12, 289.
- 1914. Die astronomischen Tafeln des Muhammad Ibn Musa Al-Khwarizmi usw. Kgl. Danske Vidensk. Selsk. Skrifter, 7. Raekke. III, 1. (Isis IV, 502).
- 1916/17. Ueber die Ausmessung der Parabel von Tabit B. Kurra, SE. 48/49, 65. (Isis IV, 400).
- 1916/17. Die Abhandlungen Thabit B. Kurra's und Abu Sahl El-Kuhi's über die Ausmessung der Paraboloide SE. 48/39, 186. (Isis IV 400).
- 1918. Ueber die Ausmessung der Parabel von Ibrahim Sinan B. Thabit. Vierteljahrsschrift d. Naturf. Ges. in Zürich 63, 214. (Isis IV, 580).
- 1920/21. Ueber Al Biruni und seine Schriften (mit E. Wiedemann) SE. 52/53, 55 (Isis IV, 401).
- 1922. Beiträge zur Geschichte der Mathematik bei den Griechen und Arabern, in Abh. z. Gesch. d. Naturw. u. d. Medizin, (Isis V, 564) und zwar:
- 1922. Beiträge zu den Beziehungen Kaiser Friedrich II, zu zeitgenössischen Gelehrten des Ostens und Westens, insbesondere zu den arabischen Enzyklopädisten Kemal Ed-Din Ibn Junis. (Isis V, 501).
- 1922. Der Kommentar des Pappus zum X. Buch des Euklides. (Isis V, 492).
- 1922. Ueber die Projektion der Sternbilder und der Länder von Al Biruni (Isis V, 498).
- 1922. Das Buch der geometrischen Konstruktionen von Abu'l Wafa. (Isis V, 497).

Plusieurs de ses essais ont été réimprimés en 2 volumes
- Suter: Beiträge zur Geschichte der Mathematik und Astronomie im Islam (Contributions à l'histoire des mathématiques et de l'astronomie en islam), 2 volumes, 1986, Institut pour l'histoire des sciences arabo-islamiques, Francfort

Ecrits de Heinrich Suter à l' ULB Halle